# UTB Nowogorsk-Dinamo
Baza szkoleniowo-treningowa w Nowogorsku to obiekt treningowy piłkarzy klubu Dinamo Moskwa. Zajmuje powierzchnię 6 hektarów.

## Wyposażenie
- 3 boiska piłkarskie (w tym 2 z naturalną nawierzchnią)
- 2 restauracje dla piłkarzy
- centrum medyczne i rehabiitacyjne
- sauna
- basen